# Anders Foldager
Anders Foldager (* 27. Juli 2001 in Skive) ist ein dänischer Radrennfahrer.

## Sportlicher Werdegang
Als Junior und in den ersten beiden Jahren in der U23 fuhr Foldager für dänische Vereine, ohne sich besonders hervorzutun. 2020 gewann er die Silbermedaille bei den ersten E-Cycling-Weltmeisterschaften. Zur Saison 2022 wurde er Mitglied im italienischen UCI Continental Team Biesse-Carrera. Bei mehreren Eintagesrennen der UCI Europe Tour kam er unter die Top 10, beim Giro Ciclistico d’Italia verpasste er auf der vierten Etappe als Zweiter nur knapp den Sieg. Durch seine Ergebnisse auf ihn aufmerksam geworden, wurde er ab August Stagiaire beim Team BikeExchange-Jayco, ein Vertrag kam jedoch noch nicht zustande. In der Saison 2023 erzielte er im April beim Trofeo Città di San Vendemiano seiner ersten Sieg bei einem UCI-Rennen. Bereits eine Woche später wurde bekannt gegeben, dass Foldager zur Saison 2024 Mitglied bei Jayco AlUla wird. Noch in der Saison 2023  konnte mit dem Gewinn der letzten Etappe des Giro Next Gen und der ersten Etappe der Tour de l’Avenir zwei Erfolge bei bedeutenden U23-Rennen seinem Palmarès hinzufügen.
Seinen ersten Einzelsieg als Radprofi erzielte er 2024 mit dem Gewinn der zweiten Etappe der Slowakei-Rundfahrt, nachdem er einen Tag zuvor bereits mit dem Team beim Mannschaftszeitfahren erfolgreich war.

## Erfolge
2020
- E-Cycling-Weltmeisterschaften

2023
- Trofeo Città di San Vendemiano
- eine Etappe Giro Next Gen
- eine Etappe und Mannschaftszeitfahren Tour de l’Avenir

2024
- eine Etappe und Mannschaftszeitfahren Slowakei-Rundfahrt